# Gagea charadzeae
Gagea charadzeae är en liljeväxtart som beskrevs av Davlian. Gagea charadzeae ingår i Vårlökssläktet och i familjen liljeväxter. Inga underarter finns listade.